# Gejuelo del Barro
Gejuelo del Barro is een gemeente in de Spaanse provincie Salamanca in de regio Castilië en León met een oppervlakte van 43,33 km². Gejuelo del Barro telt 41 inwoners (1 januari 2016).

## Demografische ontwikkeling
Bron: INE, 1857-2011: volkstellingen